# Roman Reusch
Roman Reusch (nascido em 3 de fevereiro de 1954) é um político alemão da Alternativa para a Alemanha (AfD) e desde 2017 membro do Bundestag.

## Vida e política
Reusch nasceu em 1954 na cidade alemã de Düsseldorf e estudou jurisprudência de 1978 a 1983 em Berlim. Reusch tornou-se promotor sénior (Oberstaatsanwalt) em 2003 em Berlim, mas foi realocado para Brandenburg em 2008. Reusch ingressou na recém-fundada AfD em 2013 e tornou-se membro do Bundestag após as eleições federais alemãs de 2017.